# Glacier de la Sana
Le glacier de la Sana est un ancien glacier de France situé en Savoie, dans le massif de la Vanoise, sur le flanc sud-est de la pointe de la Sana, au-dessus du col des Barmes de l'Ours et du refuge de la Femma,. Il était voisin du glacier de la Leisse situé juste à l'ouest et de ceux des Barmes de l'Ours juste au nord-est et qui existent toujours bien qu'ils aient fortement régressé.